# Mattenbildende Felsspiere
Die Mattenbildende Felsspiere (Petrophytum caespitosum) ist eine Pflanzenart aus der Gattung Petrophytum in der Familie der Rosengewächse (Rosaceae).

## Merkmale
Die Mattenbildende Felsspiere ist ein immergrüner Zwergstrauch, der Wuchshöhen von 4 bis 12 Zentimeter erreicht. Die Blätter sind meist 7 bis 12, selten ab 5 oder bis 14 Millimeter lang, selten ab 1, meist 1,5 bis 4 Millimeter breit und spatelförmig bis verkehrteilanzettlich. Die Blattunterseite ist einnervig. Der Blütenstandsstiel ist 2 bis 8 Zentimeter lang, der Blütenstand 2 bis 5 Zentimeter. Die Kelchzipfel sind lanzettlich-dreieckig. Es sind 20 Staubblätter vorhanden.
Die Blütezeit reicht von Juni bis August.

## Vorkommen
Die Mattenbildende Felsspiere kommt im Westen der USA in Felsspalten sowie auf abschüssigen Felsfluren auf Kalk und Granit vor.

## Nutzung
Die Mattenbildende Felsspiere wird selten als Zierpflanze für Steingärten und Alpinhäuser genutzt.

## Belege
- Eckehart J. Jäger, Friedrich Ebel, Peter Hanelt, Gerd K. Müller (Hrsg.): Rothmaler Exkursionsflora von Deutschland. Band 5: Krautige Zier- und Nutzpflanzen. Spektrum Akademischer Verlag, Berlin Heidelberg 2008, ISBN 978-3-8274-0918-8.